# Supercoppa UEFA
La Supercoppa UEFA (inglese: UEFA Super Cup; francese: Supercoupe de l'UEFA), comunemente denominata Supercoppa europea o Supercoppa d'Europa e nota anche come Super Competition ('Super Competizione'), è una competizione calcistica continentale per squadre di club organizzata dalla UEFA, che vede in palio un trofeo conteso annualmente tra le squadre vincitrici rispettivamente della UEFA Champions League e della UEFA Europa League.
Si tiene normalmente ad agosto ed è intesa come apertura della nuova stagione calcistica europea. In base al regolamento, la partecipazione dei club non è obbligatoria, in contrasto con quella nelle competizioni stagionali organizzate dall'UEFA; il trofeo si assegna in gara unica da disputarsi in campo neutro: dal 1998 al 2012 ha avuto sede fissa disputata allo stadio Louis II di Monte Carlo, nel Principato di Monaco; a partire dall'edizione del 2013 la sede dell'evento è diventata itinerante, come accade per le finali di Champions League ed Europa League.
La Supercoppa è stata vinta da 26 squadre di 12 Paesi diversi. Il club che ha scritto più volte il suo nome nell'albo d'oro è il Real Madrid, con 6 affermazioni, seguito dal Barcellona e dal Milan, con 5 successi a testa; il Milan e il Real Madrid sono inoltre le uniche squadre (escludendo l'Ajax, che fece sua la prima edizione non ufficiale e la prima gestita dall'UEFA) ad avere vinto due edizioni consecutive della Supercoppa (nel 1989 e nel 1990 per i milanesi; nel 2016 e nel 2017 per i madridisti). Il Barcellona e il Real Madrid sono le squadre che hanno partecipato più volte alla manifestazione (nove). Il club che ha collezionato più sconfitte è il Siviglia (sei, nel 2007, 2014, 2015, 2016, 2020 e 2023, a fronte di un successo nel 2006).

## Storia

### L'ideazione

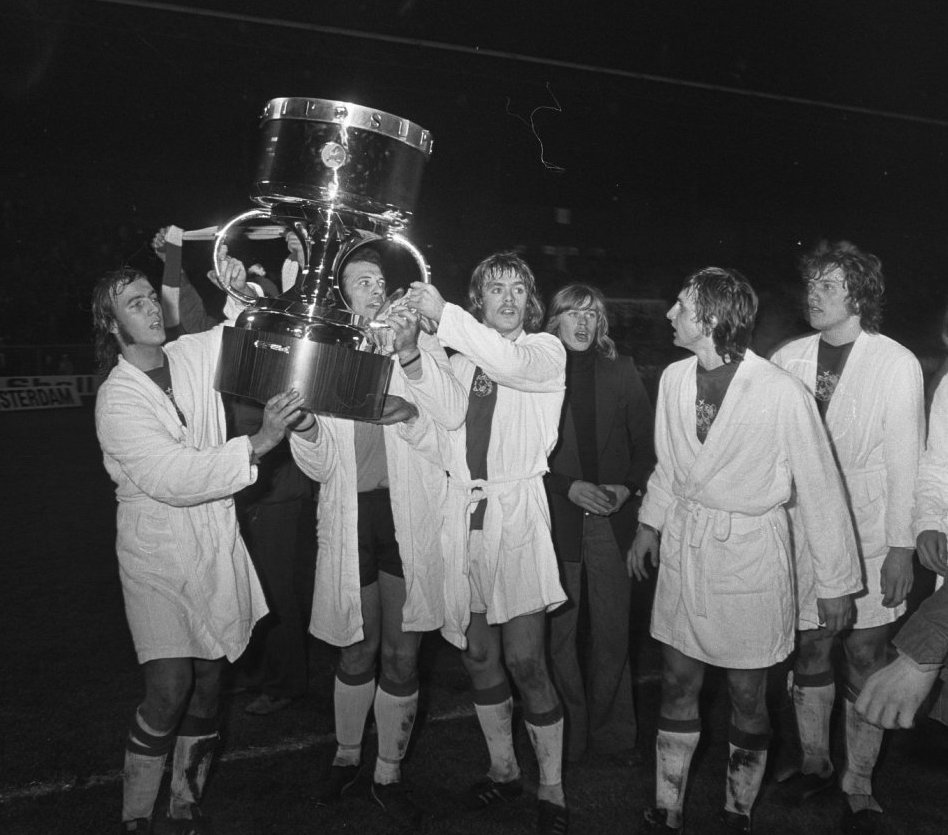
I giocatori dell'Ajax festeggiano il trionfo nell'edizione ufficiosa del 1972 sollevando il voluminoso trofeo messo in palio dal De Telegraaf.

La futura Supercoppa UEFA deve la propria origine al successo che le competizioni continentali europee avevano raggiunto all'inizio degli anni 1970: agli standard qualitativi della prestigiosa Coppa dei Campioni, che nei suoi primi tre lustri di vita già vantava detentori di spicco come Real Madrid, Milan, Inter, Benfica, Manchester Utd e gli olandesi del Feyenoord e dell'Ajax, si era allineata la Coppa delle Coppe UEFA, che in un decennio di attività aveva già visto la vittoria del Bayern Monaco (1966-67) e, a seguire, dello stesso Milan. Il fatto che tra le finaliste di quel periodo vi fossero state compagini della levatura di Real Madrid e Liverpool confermò la validità tecnica di quella che, per prestigio, all'epoca era la seconda manifestazione continentale di club.
Analogamente a quanto era accaduto più di quindici anni prima, quando la discussione su quale potesse essere la miglior squadra di club d'Europa aveva dato origine alla Coppa dei Campioni, nel 1972 un dibattito avviato sul quotidiano olandese De Telegraaf dal giornalista Anton Witkamp diede lo spunto per creare una competizione ex novo che sancisse la superiorità continentale dell'Ajax, all'epoca detentore della Coppa dei Campioni, anche sopra il club vincitore della Coppa delle Coppe. A quel tempo gli ajacidi, guidati da Johan Cruijff, venivano da due Coppe dei Campioni consecutive (e un'altra ne avrebbero vinta un anno più tardi), e il loro calcio totale, messo in pratica da esecutori d'eccezione, sembrava non avere rivali. Lo stesso Witkamp contattò l'UEFA e gli propose una sfida continentale tra la squadra olandese e quella scozzese dei Rangers, fresca vincitrice della Coppa delle Coppe contro la Dinamo Mosca al termine di una movimentata e turbolenta finale disputata a Barcellona (a seguito della quale, per il comportamento dei suoi tifosi, la squadra fu esclusa dalle competizioni europee per una stagione).
L'allora presidente confederale, Artemio Franchi, rigettò tuttavia la proposta, sia per disinteresse in generale sia perché, in particolare, gli scozzesi erano sotto il summenzionato bando annuale. Witkamp, allora, decise di far ugualmente organizzare al Telegraaf un torneo non ufficiale, da disputarsi tra le due squadre; l'occasione fu il centenario dei Rangers (fondati nel 1872) e, difatti, il trofeo messo in palio fu formalmente chiamato Coppa del Centenario del Rangers F.C. Fu deciso di disputare tale manifestazione in due gare, di andata e ritorno, sulla falsariga di quelle delle competizioni europee: la prima partita si disputò all'Ibrox Stadium di Glasgow il 16 gennaio 1973 e vide gli olandesi prevalere 3-1; il ritorno fu disputato all'Olympisch Stadion di Amsterdam otto giorni più tardi e fu vinto sempre dall'Ajax per 3-2.

### L'ufficializzazione dell'UEFA
Come detto, l'Ajax si confermò campione d'Europa anche nel 1973, per la terza volta consecutiva e, complice il fatto che a vincere la Coppa delle Coppe quell'anno fu il Milan, il dibattito trovò nuova linfa. Le due squadre si erano già incontrate a Madrid nella finale di Coppa dei Campioni 1968-69, e quella volta gli italiani avevano prevalso per 4-1. Visto il prestigio di entrambi i club e il successo di pubblico dell'esibizione dell'anno prima, l'UEFA mise il sigillo sulla competizione e la ufficializzò con il nome di Supercoppa d'Europa, poi Supercoppa UEFA, mantenendo la formula di svolgimento adottata dal Telegraaf.
A causa degli impegni dei due club, tuttavia, non si poté procedere in tempi brevi allo svolgimento della competizione – il problema si ripresentò sovente, nelle successive edizioni del torneo disputato con la formula della doppia sfida –, per cui si slittò al nuovo anno: le due gare furono disputate a Milano il 9 gennaio e ad Amsterdam il 16 gennaio 1974 con i risultati, rispettivamente, di 1-0 per il Milan e 6-0 per l'Ajax, che così iscrisse per prima – in maniera ufficiale – il proprio nome nell'albo d'oro della competizione.

### Un percorso a ostacoli

Gaetano Scirea, capitano della vincitrice dell'edizione 1984, solleva la targa messa in palio nei primi anni del torneo.

Alla stessa stregua della sua controparte transoceanica, la Coppa Intercontinentale, la Supercoppa UEFA, nella sua versione in doppia finale d'andata e ritorno, fu spesso sacrificata alle esigenze di calendario dei club o financo a questioni d'opportunità politico-diplomatica: accadde quindi che in alcune occasioni fu disputata in ritardo o fuori stagione, o addirittura saltata del tutto.
Problemi emersero già dalla seconda edizione, da tenersi nel 1974. Quell'anno la squadra campione d'Europa fu il Bayern Monaco (Germania Ovest) e la Coppa delle Coppe fu vinta dal Magdeburgo (Germania Est): tra le due nazioni era in corso una grave crisi diplomatica, dovuta alla scoperta dell'infiltrazione in Germania Federale di numerose spie del blocco orientale provenienti dalla Repubblica Democratica, che grazie alla lingua comune potevano spacciarsi senza problemi per cittadini occidentali; la crisi sfociò a Bonn anche in politica, portando alle dimissioni del cancelliere Willy Brandt. Per ragioni di opportunità politica l'incontro tra le squadre rappresentanti delle due federazioni dei lati opposti del muro di Berlino non si tenne: già al suo secondo anno di vita, quindi, la Supercoppa partiva a handicap. Il Bayern Monaco partecipò in seguito alle successive due edizioni, perdendole entrambe e inaugurando la tradizione negativa per i club del suo Paese, per un bilancio di sette finali perse su altrettante partecipazioni fino al 2001; saranno gli stessi bavaresi interrompere questa tendenza negativa, vincendo il trofeo nel 2013 ai tiri di rigore.
La seconda metà degli anni 1970 fu generalmente favorevole alle vincitrici della Coppa delle Coppe: nello specifico, i belgi dell'Anderlecht vinsero due Supercoppe (1976 e 1978) rispettivamente contro Bayern Monaco e Liverpool, la Dinamo Kiev batté – ancora – il Bayern Monaco e nel 1980 il Valencia sconfisse il Nottingham Forest. Le due squadre inglesi citate, tuttavia, vinsero in un'altra occasione la Supercoppa da campioni d'Europa: il Liverpool nel 1977 contro l'Amburgo, e il Nottingham nel 1979 contro il Barcellona.
Gli anni 1980 furono anche più difficili del decennio precedente: nel 1981 la competizione saltò per la seconda volta, a causa dell'impossibilità del Liverpool a trovare una data libera per disputare la Supercoppa contro la Dinamo Tbilisi. Nel 1984, sempre lo stesso Liverpool dovette accordarsi con la Juventus per disputare la Supercoppa in gara unica per via degli impegni: l'incontro si disputò a Torino solo nel gennaio del 1985 e fu vinto dalla squadra di casa per 2-0, che così divenne la prima italiana a conquistare la competizione. La stagione successiva, a causa del bando inflitto alle squadre inglesi dopo gli incidenti della finale di Coppa dei Campioni allo stadio Heysel di Bruxelles tra le citate Juventus e Liverpool (29 maggio 1985), l'Everton vincitore della Coppa delle Coppe 1984-85 non poté disputare la Supercoppa contro la squadra bianconera – nel frattempo divenuta campione d'Europa. La Supercoppa del 1985 non venne disputata neanche tra Juventus e Rapid Vienna, ovvero la finalista perdente della Coppa delle Coppe, in quanto l'UEFA decise di annullare tale edizione. Successivamente la stessa UEFA decise di consegnare ugualmente la coppa alla squadra italiana, che possiede fisicamente il trofeo: tuttavia, dato che non ci fu mai un'assegnazione ufficiale, la Juventus non annovera tale coppa nel proprio palmarès.

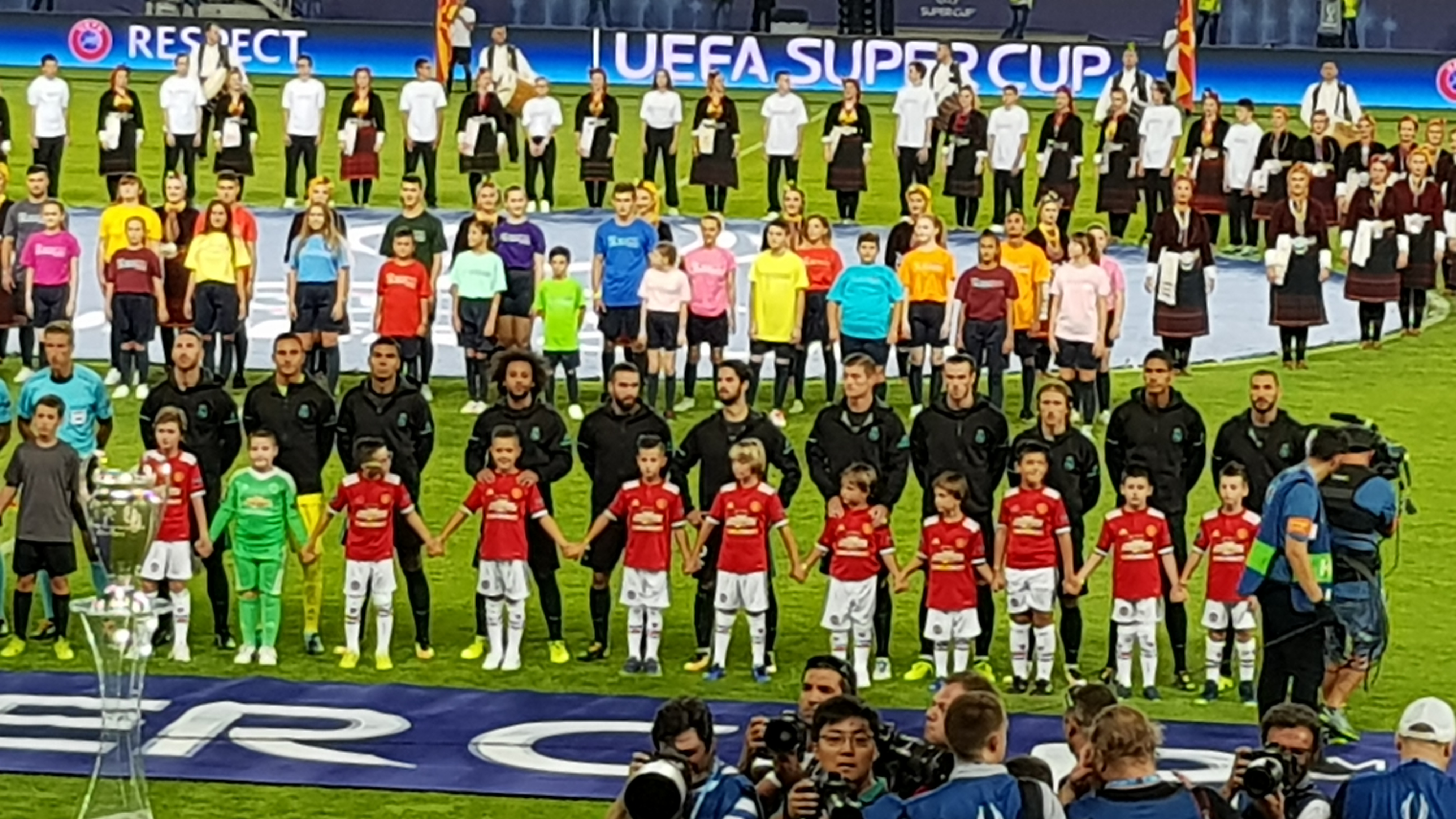
Gli spagnoli del (qui nell'edizione 2017) detengono il primato di vittorie nella Supercoppa UEFA con 6 affermazioni.

Neppure la Supercoppa del 1986 tra la Dinamo Kiev e la Steaua Bucarest campione d'Europa poté essere disputata in doppio incontro, perché entrambi i Paesi, appartenenti al blocco orientale, ponevano pesanti restrizioni all'espatrio dei tifosi: si decise così di assegnarla in gara unica, e la sede scelta fu lo stade Louis II del Principato di Monaco – che poi divenne dal 1998 al 2012 la sede fissa della competizione – nel quale, a spalti pressoché deserti, i rumeni sconfissero 1-0 i loro rivali sovietici.
L'edizione del 1990 fu notevole perché per la prima volta fu disputata da due club della stessa federazione, nel caso di specie quella italiana (Milan e Sampdoria, con vittoria dei rossoneri); l'edizione del 1991 si svolse invece in partita unica, in casa del Manchester Utd vincitore della Coppa delle Coppe, poiché i campioni d'Europa della Stella Rossa, a causa della crisi in Jugoslavia, non poterono organizzare l'incontro a casa propria.
Non vi furono più impedimenti politici o diplomatici nelle edizioni successive. Tuttavia la Supercoppa fu sempre costretta a ritagliarsi uno spazio tra gli impegni delle squadre coinvolte: molto spesso gli incontri vennero disputati perfino più tardi della Coppa Intercontinentale, la quale aveva già dal 1980 un calendario fisso. Da segnalare l'edizione del 1996, la penultima con la formula del doppio incontro, disputata tra gennaio e febbraio del 1997 tra Juventus e Paris Saint-Germain: il risultato finale fu un 9-2 complessivo per i bianconeri che rappresenta al contempo l'edizione con il più alto numero di gol, 11, e in cui si sia verificato il maggior scarto tra le due squadre, 7 reti. Inoltre, il 6-1 dell'andata con cui la Juventus vinse a Parigi costituisce la miglior vittoria fuori casa. Nel 1997 fu disputata l'ultima edizione della Supercoppa con il meccanismo della doppia finale: a vincerla fu il Barcellona, che sconfisse i campioni d'Europa del Borussia Dortmund, dopodiché l'UEFA decise di calendarizzare la competizione e darle un posto fisso nella scaletta di appuntamenti continentali.

### Appuntamento fisso

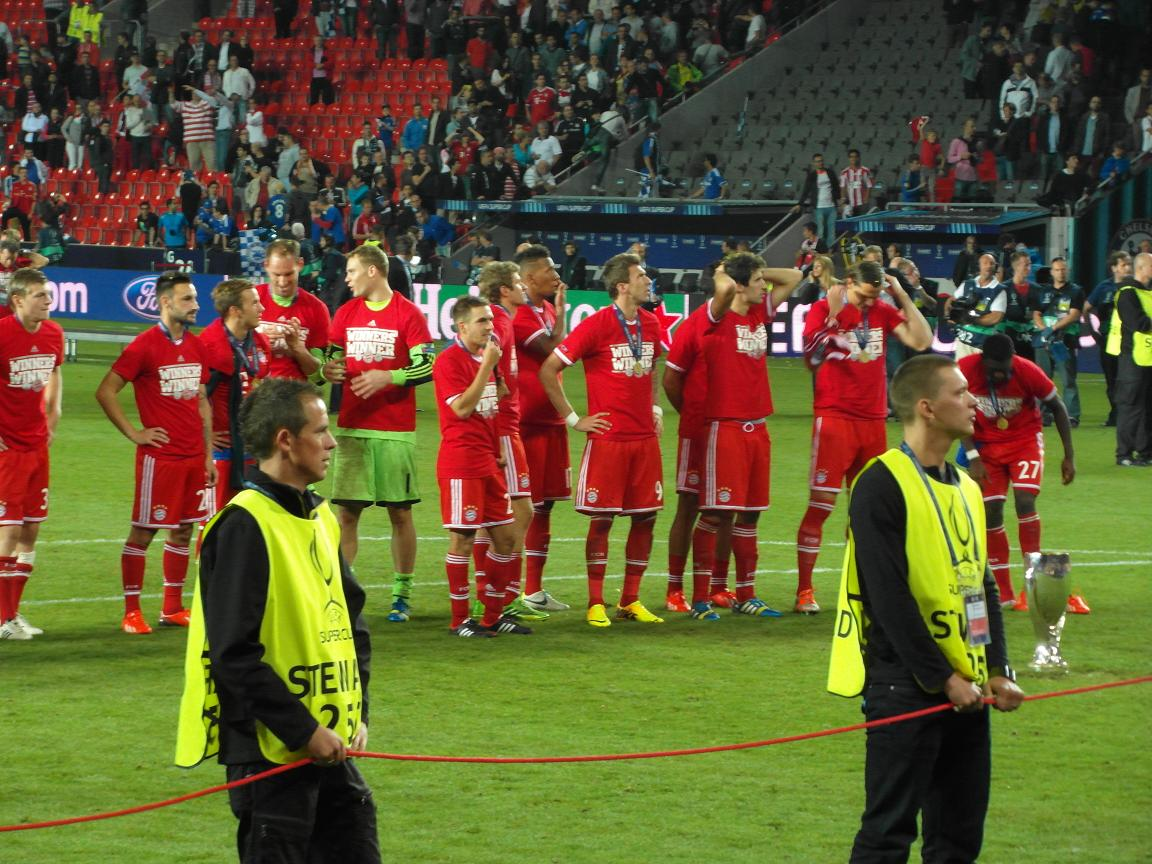
Il è stata la prima squadra ad aggiudicarsi il trofeo ai tiri di rigore, nell'edizione 2013.

Il sorteggio per la composizione dei gironi del tabellone principale della UEFA Champions League avviene di norma nell'ultima settimana di agosto, dopo l'espletamento di tutti i turni preliminari per l'ammissione alla competizione. Nel 1998 l'UEFA accorpò a Monte Carlo il sorteggio delle competizioni per club e la disputa della Supercoppa: la competizione divenne così la vera gara d'apertura della stagione internazionale, e lo stadio monegasco Louis II sede fissa della finale fino al 2012, diventando itinerante dall'anno seguente. Dall'edizione del 2000, inoltre, con la soppressione della Coppa delle Coppe, la Supercoppa viene disputata tra la squadra detentrice della Champions e la vincitrice della Coppa UEFA, poi UEFA Europa League.
Tra le vincitrici delle edizioni disputate nella formula a gara unica si segnalano il Liverpool (tre volte, nel 2001 da detentore della Coppa UEFA, e nel 2005 e 2019 da detentore della Champions League), il Milan (2003 e 2007, entrambe da vincitore della Champions), l'Atlético Madrid (tre vittorie nel 2010, 2012 e 2018, sempre da detentore dell'Europa League), il Chelsea e la Lazio che, nel 1999, si aggiudicò la Supercoppa UEFA da ultima vincitrice della Coppa delle Coppe. Degna di nota anche la gara del 2013, vinta dal Bayern Monaco, che segnò la prima affermazione assoluta di una compagine tedesca, nonché la prima nella storia della competizione ad aver visto un epilogo ai tiri di rigore.
La finale del 2015, il derby spagnolo fra il Barcellona, vincitore della Champions League, e il Siviglia, vincitore dell'Europa League, si concluse con la vittoria dei catalani per 5-4: fu la gara unica con più gol (9) nella storia della competizione. Un altro derby, per la prima volta quello inglese tra Liverpool e Chelsea, vide nel 2019 la fine del quinquennale dominio spagnolo sulla manifestazione, coi Reds vincitori ai tiri di rigore.

## Principali regole di svolgimento
La competizione, da tenersi in gara unica, si svolge secondo le stesse regole stabilite in occasione della finale delle due maggiori competizioni confederali per club, la Champions League e l'Europa League: quindi spetta all'UEFA stabilire la data e la sede dell'incontro; in caso questo non possa tenersi nella data e ora prefissata (oppure, qualora iniziato, debba essere interrotto) per condizioni meteorologiche avverse, esso è da disputarsi (oppure rigiocarsi dall'inizio) entro 24 ore. Qualora neppure ciò fosse possibile, l'UEFA fisserà una nuova data oppure, qualora lo ravvisi necessario, annullerà la competizione. Nei casi in cui fattori indipendenti dall'UEFA e dai due club in gara e diversi dalle condizioni meteorologiche intervengano a impedire lo svolgimento dell'incontro (o ne causino l'interruzione), i due club possono accordarsi per disputarlo (o rigiocarlo dall'inizio) fino a 48 ore dopo la data e l'ora originariamente fissata.
In caso di parità dopo i 90' regolamentari non sono previsti i tempi supplementari di 15' ciascuno; perciò si ricorre direttamente ai tiri di rigore.

### I calciatori
Possono essere schierati in campo solo quei giocatori inseriti per tempo dai loro club di appartenenza nella lista di coloro da utilizzare per le competizioni ufficiali continentali (la cosiddetta “lista UEFA”), e liberi da sanzioni disciplinari. Aggiunte possono essere effettuate fino alla mezzanotte del giorno antecedente alla disputa della Supercoppa, a condizione che la federazione nazionale d'appartenenza del club abbia concesso al calciatore aggiunto alla lista la licenza per giocare nelle competizioni di propria pertinenza. Indipendentemente da tali requisiti, e prioritariamente a essi, il calciatore schierato deve essere in regola con le norme FIFA sullo status e sul trasferimento dei giocatori.
In caso di espulsione, la relativa sanzione disciplinare che da essa ne consegue viene scontata dal giocatore nel primo incontro utile organizzato dall'UEFA a livello di club, qualora il comportamento sanzionato non costituisca un'infrazione più grave oggetto di esame della Commissione Disciplinare dell'UEFA. In caso di ammonizione, essa viene cancellata a fine partita e non costituisce base per ulteriori provvedimenti disciplinari in altre competizioni ufficiali dell'UEFA.

### Il trofeo

Tomas Brolin con il trofeo vinto dal nell'edizione 1993; in palio dal 1986 al 2005, mostrava dimensioni alquanto ridotte.

Nei primi tre lustri di vita della competizione, a dispetto del nome, a essere messa in palio non era una coppa, bensì una targa: essa era una placca rettangolare in legno, al cui interno era inserito il logo dell'UEFA in sovraincisione d'oro.
La targa venne sostituita dall'edizione del 1986 da una vera coppa, pesante 5 kg e alta 42,5 cm, che ne facevano il più piccolo e leggero trofeo calcistico europeo. Non mancarono ironie sul nome del trofeo: pesante quasi la metà della Coppa UEFA e un terzo della Coppa dei Campioni, e di gran lunga più basso di entrambe, fu fatto notare che sarebbe stato difficile denominarlo Supercoppa. Esso rimase in palio fino all'edizione del 2005.

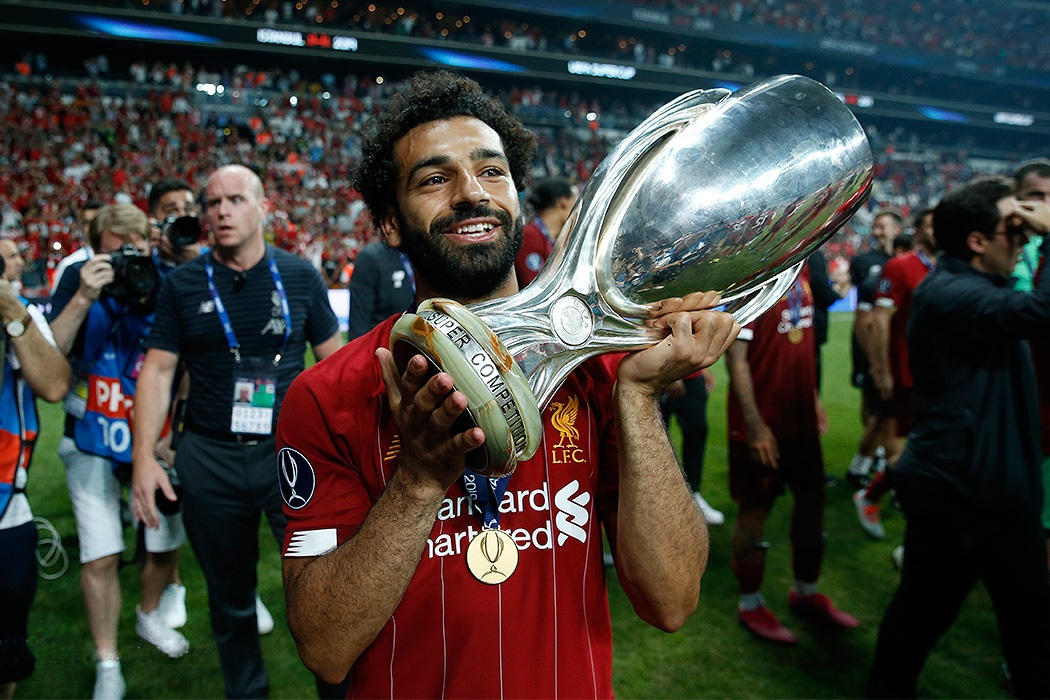
Mohamed Salah con il trofeo conquistato dal nell'edizione 2019; la rinnovata versione, in palio dal 2006, denota maggiori dimensioni.

Dal 2006 è in palio una nuova versione del trofeo, simile a quello dismesso ma più voluminoso e pesante: è alto 58 cm e pesa 12,2 kg. Così come quello precedente, esso è opera di Silvio Gazzaniga e realizzato nella fabbrica Bertoni di Milano.
La forma della coppa, che si ritrova anche (stilizzata) nel logo ufficiale della competizione, è quella di un vaso molto allungato la cui base è formata da una sorta di treccia. Il club che vince la Coppa la detiene fino a due mesi prima dell'edizione successiva ed è autorizzato a esporne permanentemente nella propria bacheca una replica, con la condizione che la sua dimensione non superi l'80% dell'originale e sia indicato espressamente che si tratta di una copia.
L'originale della Supercoppa UEFA, fino al 2008 (anno in cui si stabilì di consegnare una replica del trofeo), diveniva definitivamente di proprietà del club che avesse vinto la competizione tre volte di seguito oppure cinque volte complessivamente: a tale data, il Milan era l'unico club rispondente a uno di questi requisiti, avendo vinto la manifestazione per 5 volte.

## Albo d'oro e statistiche
Di seguito l'albo d'oro a partire dall'edizione inaugurale del 1973.
Le squadre in grassetto sono quelle al loro primo titolo e il numero tra parentesi indica i titoli ottenuti fino a quel momento, incluso quello conquistato nella stessa stagione.
- 1973:   Ajax
- 1974: non disputata
- 1975:   Dinamo Kiev
- 1976:   Anderlecht
- 1977:   Liverpool
- 1978:   Anderlecht (2)
- 1979:   Nottingham Forest
- 1980:   Valencia
- 1981: non disputata
- 1982:   Aston Villa
- 1983:   Aberdeen
- 1984:   Juventus
- 1985: non disputata
- 1986:   Steaua Bucarest
- 1987:   Porto
- 1988:   Malines
- 1989:   Milan
- 1990:   Milan (2)
- 1991:   Manchester Utd
- 1992:   Barcellona
- 1993:   Parma
- 1994:   Milan (3)
- 1995:   Ajax (2)
- 1996:   Juventus (2)
- 1997:   Barcellona (2)
- 1998:   Chelsea
- 1999:   Lazio
- 2000:   Galatasaray
- 2001:   Liverpool (2)
- 2002:   Real Madrid
- 2003:   Milan (4)
- 2004:   Valencia (2)
- 2005:   Liverpool (3)
- 2006:   Siviglia
- 2007:   Milan (5)
- 2008:   Zenit San Pietroburgo
- 2009:   Barcellona (3)
- 2010:   Atlético Madrid
- 2011:   Barcellona (4)
- 2012:   Atlético Madrid (2)
- 2013:   Bayern Monaco
- 2014:   Real Madrid (2)
- 2015:   Barcellona (5)
- 2016:   Real Madrid (3)
- 2017:   Real Madrid (4)
- 2018:   Atlético Madrid (3)
- 2019:   Liverpool (4)
- 2020:   Bayern Monaco (2)
- 2021:   Chelsea (2)
- 2022:   Real Madrid (5)
- 2023:   Manchester City
- 2024:   Real Madrid (6)
- 2025:   Paris Saint-Germain

## Vittorie per squadra
| Federazione      | Squadra               | Vittorie | Secondi posti | Partecipazioni |
| ---------------- | --------------------- | -------- | ------------- | -------------- |
| Spagna           | Real Madrid           | 6        | 3             | 9              |
| Spagna           | Barcellona            | 5        | 4             | 9              |
| Italia           | Milan                 | 5        | 2             | 7              |
| Inghilterra      | Liverpool             | 4        | 2             | 6              |
| Spagna           | Atlético Madrid       | 3        | 0             | 3              |
| Germania         | Bayern Monaco         | 2        | 3             | 5              |
| Inghilterra      | Chelsea               | 2        | 3             | 5              |
| Paesi Bassi      | Ajax                  | 2        | 1             | 3              |
| Italia           | Juventus              | 2        | 0             | 2              |
| Belgio           | Anderlecht            | 2        | 0             | 2              |
| Spagna           | Valencia              | 2        | 0             | 2              |
| Spagna           | Siviglia              | 1        | 6             | 7              |
| Portogallo       | Porto                 | 1        | 3             | 4              |
| Inghilterra      | Manchester Utd        | 1        | 3             | 4              |
| Unione Sovietica | Dinamo Kiev           | 1        | 1             | 2              |
| Inghilterra      | Nottingham Forest     | 1        | 1             | 2              |
| Francia          | Paris Saint-Germain   | 1        | 1             | 2              |
| Inghilterra      | Manchester City       | 1        | 0             | 1              |
| Inghilterra      | Aston Villa           | 1        | 0             | 1              |
| Italia           | Parma                 | 1        | 0             | 1              |
| Italia           | Lazio                 | 1        | 0             | 1              |
| Belgio           | Malines               | 1        | 0             | 1              |
| Scozia           | Aberdeen              | 1        | 0             | 1              |
| Romania          | Steaua Bucarest       | 1        | 0             | 1              |
| Turchia          | Galatasaray           | 1        | 0             | 1              |
| Russia           | Zenit San Pietroburgo | 1        | 0             | 1              |

## Vittorie per federazione
| Federazione      | Finali vinte | Finali perse | Finali totali |
| ---------------- | ------------ | ------------ | ------------- |
| Spagna           | 17           | 15           | 32            |
| Inghilterra      | 10           | 10           | 20            |
| Italia           | 9            | 5            | 14            |
| Belgio           | 3            | 0            | 3             |
| Germania         | 2            | 8            | 10            |
| Paesi Bassi      | 2            | 3            | 5             |
| Portogallo       | 1            | 3            | 4             |
| Unione Sovietica | 1            | 1            | 2             |
| Russia           | 1            | 1            | 2             |
| Francia          | 1            | 1            | 2             |
| Romania          | 1            | 0            | 1             |
| Scozia           | 1            | 0            | 1             |
| Turchia          | 1            | 0            | 1             |

## Loghi

Logo della Supercoppa UEFA usato dal 2000 al 2005
Logo della Supercoppa UEFA usato dal 2006 al 2012
Logo della Supercoppa UEFA in uso dal 2013